# Thomas Johnson (Märtyrer)
Thomas Johnson, OCart († 20. September 1537 im Newgate-Gefängnis in London) war ein englischer Kartäuser, der unter Heinrich VIII. zum Verhungern verurteilt wurde. Er wird als Märtyrer verehrt und ist von der römisch-katholischen Kirche selig gesprochen worden.

## Biografie
Am 18. Mai 1537 sollten 18 Laienbrüder und 20 Chormönche der London Charterhouse den Supremateid leisten. Johnson, sechs Laienbrüder und vier Chormönche weigerten sich. Am 29. Mai wurden sie verhaftet. Wie seine Ordensbrüder wurde er nach seiner Inhaftierung ins Newgate-Gefängnis im Stehen festgekettet und dem Hungertod überlassen. Margaret Clement bestach den Gefängniswärter und konnte ihm und den anderen Kartäuser verkleidet etwas zu essen bringen. Nachdem König Heinrich VIII. aufgrund ihres langen Überlebens misstrauisch wurde, ließ der Kerkerwärter sie nicht mehr eintreten. Sie versuchte, sie noch über das Dach mit Nahrung zu versorgen.
Zwischen 6. und 16. Juni starben sieben der zehn Kartäuser. Wahrscheinlich wurden sie mit Essen versorgt, damit sie bis zu einer möglichen Hinrichtung überleben würden. Bere lebte bis mindestens bis zum 9. August und Johnson bis 20. September.
Ein Laienbruder der Kartause namens Horne überlebte und wurde erst 1540 mit Robert Bird, Lawrence Cook, Thomas Epson, Giles Hreon und möglicherweise mit William Bird hingerichtet. Er wurde in Tyburn gehängt, ausgeweidet und einquartiert.
Papst Leo XIII. sprach Thomas Johnson mit seinen 9 Mitgefangenen im Dezember 1886 selig.
In der Kirche der Certosa di Bologna befindet sich ein Gemälde von Johnson.